# LINPACK
LINPACK est une bibliothèque de fonctions en Fortran pour l'algèbre linéaire, et notamment la résolution numérique de systèmes d'équations linéaires. Avec EISPACK pour le calcul des valeurs et vecteurs propres, elle est à l'origine de MATLAB dont le but premier était de permettre son utilisation sans programmation en Fortran.
LINPACK a été supplantée par LAPACK.

## Test de performance
Le Linpack est un test de performance servant à classer les plus puissants superordinateurs du monde dans le TOP500.
Créé par Jack Dongarra, il mesure le temps mis par un ordinateur pour résoudre un système linéaire dense de n équations à n inconnues, la solution étant obtenue par une utilisation partielle du pivot de Gauss, par 2/3·n³ + n² opérations à virgule flottantes. La performance est ensuite calculée en divisant le nombre d'opérations par la durée du calcul, donc en FLOPS.